# 2205 Glinka

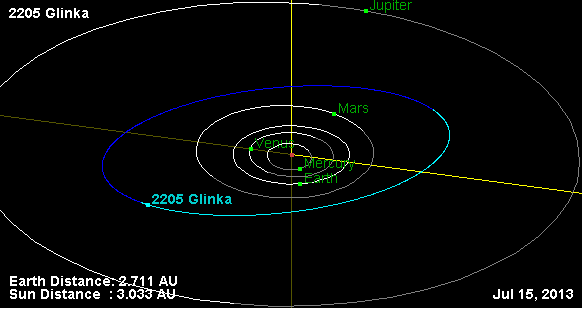
Orbita di 2205 Glinka (in verde-azzurro)

2205 Glinka è un asteroide della fascia principale. Scoperto nel 1973, presenta un'orbita caratterizzata da un semiasse maggiore pari a 3,0018051 UA e da un'eccentricità di 0,1244117, inclinata di 10,48882° rispetto all'eclittica.